# Rödåbygden

Karta över Rödåbygden

Rödåbygden är ett samlingsnamn på jordbruksbygden kring Krycklans och Rödåns utlopp i Vindelälven nedströms Vindeln mellan Rosinedal och Norra Västerselet. Området delas mellan de tre kommunerna Vindelns kommun, Vännäs kommun och Umeå kommun och innefattar byarna Blomdal, Rödåliden, Rödånäs, Rödåsel, Västra Överrödå, Rödålund, Älglund, Överrödå och Fredrikshall.
Benämningen Rödåbygden förekommer i namnen för föreningarna Rödåbygdens IK och Tavelsjö- och Rödåbygden utveckling (ekonomisk förening) som verkar i området.